# Billy-sous-Mangiennes
Billy-sous-Mangiennes is een gemeente in het Franse departement Meuse (regio Grand Est) en telt 297 inwoners (1999).
De gemeente maakt deel uit van het kanton Bouligny in het arrondissement Verdun. Voor maart 2015 was het deel van het kanton Spincourt, dat toen werd opgeheven.

## Geografie
De oppervlakte van Billy-sous-Mangiennes bedraagt 25,4 km², de bevolkingsdichtheid is 11,7 inwoners per km².
In deze gemeente stroomt de Azanne in de Loison.
De onderstaande kaart toont de ligging van Billy-sous-Mangiennes met de belangrijkste infrastructuur en aangrenzende gemeenten.

## Demografie
Onderstaande figuur toont het verloop van het inwonertal (bron: INSEE-tellingen).